# Cara (personaggio)
Cara Mason è un personaggio immaginario della serie fantasy di libri La spada della verità, creata dello scrittore Terry Goodkind.
Il personaggio è interpretato dall'attrice Tabrett Bethell nella serie televisiva La spada della verità in cui una quantità considerevole della storia è diversa da quella sviluppata dal libro.
Cara è una delle poche Mord-Sith che capisce di stare sbagliando nel seguire Darken Rahl, e si guadagna la fiducia di Richard Rahl, diventando la sua migliore amica, e una persona di grande fiducia.

## Personalità
Una delle caratteristiche più peculiari di Cara consiste nella sua "comicità": attraverso il suo spirito arguto ed il senso di umorismo macabro si manifestano commenti arguti, ironici e sarcastici.
Lei si preoccupa profondamente per l'incolumità di Richard, come sua guardia del corpo, e sarebbe disposta a morire per lui, e non semplicemente perché è il suo capo, il Maestro Rahl Signore del D'Hara, ma poiché è suo amico e lei capisce e concorda con gli ideali che lui rappresenta e per i quali combattono contro l'Ordine Imperiale, anche se spesso non dimostra affetto. Cara in fondo ha un cuore tenero, ma tende a nascondere questo lato del suo carattere, poiché considera amicizia e amore "sentimenti che rendono debole", come dice nella puntata Oscurità a Kahlan.
Quindi, Cara ha un carattere abbastanza freddo e distaccato fino alla fine della seconda stagione, anche se, al servizio di Richard è riuscita ad addolcirsi un po'.
Cara è tra le più colpite dalle nuove leggi e regole create da Richard, nel senso che ha imparato ad amare veramente gli altri e ad essere disposta a manifestare il suo affetto - dopo un sacco di tentativi ed errori utilizzando Richard e Kahlan come pratica.

## Biografia
Fu scelta per la formazione come Mord-Sith in età molto giovane, come era consuetudine, ed è ancora ossessionata dalla sua paura dei topi in quanto, dopo la sua cattura, fu rinchiusa in una cella infestata dai roditori, che la mordevano mentre dormiva. Questa paura la fa quasi impazzire quando viene torturata da Drefan Rahl, con un "sistema" che coinvolge appunto l'uso del fuoco e dei ratti.
Dopo aver guadagnato il rispetto e la fiducia di Richard è diventata la sua migliore amica, oltre che la sua prima guardia del corpo anche a causa della sua capacità di viaggiare nella Sliph (il mezzo di trasporto magico riservato a chi possiede entrambi il "lati" del dono magico). È considerata il leader non ufficiale delle Mord-Sith.
In uno degli ultimi libri si scopre che Cara in passato aveva torturato Richard Rahl e gli aveva tenuto nascosta la cosa contando sul fatto che, a causa delle sofferenze subite, Richard non ricordasse nulla. Mentre quest'ultimo aveva scoperto tutto, ma nonostante ciò l'aveva perdonata.
Alla fine, Cara finalmente ammette apertamente di essere innamorata di Benjamin Meiffert, generale dell'esercito dei D'Hariani; diventa così la prima Mord-Sith ad essersi mai sposata. (Nel libro). Mentre nel telefilm per un periodo Cara si innamora di Leo, per breve tempo il cercatore della verità, anche se non lo dichiara apertamente. Leo morirà poi per salvare Kahlan Amnell, e al nome di cercatore risponderà di nuovo Richard.

## Aspetto fisico
Cara viene descritta come una giovane donna di notevole bellezza, molto attraente, con gli occhi azzurri di ghiaccio e lunghi capelli biondi, raccolti nella tradizionale treccia alla francese, tipica di tutte le Mord-Sith.
Nella serie televisiva Cara perde la lunga treccia che le viene tagliata da Triana nel primo episodio della seconda stagione.
Come la maggior parte delle Mord-Sith, Cara indossa la divisa di cuoio rosso 'Il che la rende molto attraente', anche se nella seconda stagione, essendo al servizio di Richard, toglie alla divisa la parte che copre il collo, lasciando una scollatura a maglia. È descritta come molto alta e quasi della stessa altezza di Kahlan Amnell. Inoltre la sua formazione come Mord-Sith ha fornito al suo corpo un aspetto sottile ed assai muscoloso.

## Capacità di combattimento e abilità magiche
In qualità di Mord-Sith, Cara è una guerriera molto potente e temibile, capace di sconfiggere un vasto gruppo di soldati senza aiuto, in combattimento impugna un Agiel, arma di tortura di cui si servono le Mord-Sith per infliggere dolori atroci alle loro vittime, possiede anche il potere di catturare e respingere la magia, con il quale ha rubato la Magia Dettrattiva di un Andoliano (che le sarà utile per viaggiare nella Sliph). Un altro suo potere magico è il "Respiro della Vita" (Alito Di Vita) con il quale può portare in vita una persona da poco deceduta (la cui anima quindi non è ancora scesa nel mondo sotterraneo) purché non presenti ferite irreparabili.
Nella serie televisiva le abilità di Cara sono pressoché le stesse con la differenza che possiede due Agiel (una apparteneva alla sua ex compagna Triana) e che, grazie ad esse, è molto più abile nel combattimento sia fisico dove riesce a tenere testa e addirittura sconfiggere anche da sola interi gruppi di nemici potenti quali le sue sorelle Mord-Sith, i Baneling, i D’Hariani e le Sorelle dell'Oscurità, che magico riuscendo a deviare, tramite il potere di catturare la magia, molti incantesimi usati da maghi e incantatrici potentissimi come il suo compagno di viaggio Zedd, per breve tempo Richard e la potentissima Sorella Dell'Oscurità Nicci. Lo può anche usare sulla Spada Della Verità facendola surriscaldare fino a renderla incandescente. Oltre alle Agiel e ai suoi poteri è impareggiabile anche con altre armi come l'arco e i pugnali di Kahlan e, nell'episodio "Principessa", dimostra di essere un'abile attrice e seduttrice nonostante gli inciampi iniziali.